# 沖縄県の観光地

首里城

沖縄県の観光地（おきなわけんのかんこうち）では、沖縄県内の主要な観光地を列挙する。

## 対象別

### 文化財等

#### 世界遺産
- 琉球王国のグスク及び関連遺産群
  - 今帰仁城跡（なきじんじょうあと）
  - 座喜味城跡（ざきみじょうあと）
  - 勝連城跡（かつれんじょうあと）
  - 中城城跡（なかぐすくじょうあと）
  - 首里城跡（しゅりじょうあと）
  - 園比屋武御嶽石門（そのひゃんうたきいしもん）
  - 玉陵（たまうどぅん）
  - 識名園（しきなえん）
  - 斎場御嶽（せーふぁうたき）

- 今帰仁城跡
- 座喜味城跡
- 中城城跡
- 識名園

#### 国宝建築
- 玉陵

- 玉陵

#### 国の名勝
- 識名園（特別名勝・世界遺産）（那覇市）
- 伊江御殿別邸庭園（那覇市）
- 伊江殿内庭園（那覇市）
- 石垣氏庭園（石垣市）
- 川平湾及び於茂登岳（石垣市）
- 下地島の通り池（宮古島市）
- 首里城書院・鎖之間庭園（那覇市）
- 東平安名崎（宮古島市）
- 宮良殿内庭園（石垣市）

- 通り池
- 東平安名岬

#### 重要伝統的建造物群保存地区
- 渡名喜島（渡名喜村）
- 竹富島（竹富町）

- 渡名喜島
- 竹富島

#### 重要文化財・史跡等
- 円覚寺 （国の史跡、石橋は国の重要文化財）
- 園比屋武御嶽 （石門は国の重要文化財、敷地は国の史跡）
- 中村家住宅

#### 登録記念物
- 平敷屋製糖工場跡
- 沖縄県鉄道与那原駅跡
- 仲本氏庭園
- 御神崎
- 旧仲宗根氏庭園

#### 文化施設
博物館・美術館
水族館
- 沖縄美ら海水族館

- 沖縄県立博物館・美術館
- 沖縄美ら海水族館
- 浦添市美術館

### 公園等

#### 国立・国定・国営公園
- 国立公園
  - 西表石垣国立公園
  - 慶良間諸島国立公園
  - やんばる国立公園
- 国定公園
  - 沖縄海岸国定公園
  - 沖縄戦跡国定公園
- 国営公園
  - 国営沖縄記念公園

- 西表石垣国立公園
（マリユドゥの滝）
- 慶良間諸島国立公園
（阿波連ビーチ）
- 沖縄海岸国定公園
（万座毛）
- 沖縄戦跡国定公園

#### ラムサール条約登録地域
- 漫湖
- 慶良間諸島海域
- 名蔵アンパル
- 久米島の渓流・湿地
- 与那覇湾

- 漫湖
- 名蔵アンパル

#### 県立自然公園
- 久米島県立自然公園
- 渡名喜県立自然公園
- 伊良部県立自然公園

- 久米島県立自然公園（奥武島の畳石）
- 渡名喜県立自然公園（渡名喜島）
- 伊良部県立自然公園（伊良部島の佐和田の浜）

#### 県立都市公園
- 沖縄県営奥武山公園（那覇市）
- 沖縄県総合運動公園（沖縄市・北中城村）
- 名護中央公園
- 中城公園
- 浦添大公園
- 首里城公園
- 海軍壕公園
- 平和祈念公園
- バンナ公園

- 沖縄県営奥武山公園
- 沖縄県総合運動公園

#### 大型公園・動物園・植物園・遊園地
大型公園
動物園・植物園・遊園地
- 沖縄こどもの国
- ネオパークオキナワ
- 東南植物楽園

- 新都心公園
- ブセナ海中公園
- 沖縄こどもの国
- 東南植物楽園

### 祭事・行事
- 糸満ハーレー
- 沖縄国際カーニバル
- 沖縄サンバカーニバル
- クイチャーフェスティバル
- てだこまつり
- 豊見城ハーリー
- 那覇まつり

- 糸満ハーレー
- 那覇まつり

## 地域別

### 沖縄諸島・北部広域市町村圏
- 名護市 - ナゴパイナップルパーク、道の駅許田、ネオパークオキナワ、部瀬名岬・ブセナ海中公園、OKINAWAフルーツランド、オリオンビール名護工場、名護城、ひんぷんガジュマル、名護湾、名護博物館、屋我地島、21世紀の森ビーチ、カヌチャリゾート、臼太鼓、綱引き、豊年祭、名護夏まつり
- 国頭村 - ASMUI Spiritual Hikes、辺戸岬、ヤンバルクイナ生態展示学習施設 クイナの森、道の駅ゆいゆい国頭、茅打バンタ、オクマ プライベートビーチ&リゾート、ヤンバルクイナ展望台、やんばる野生生物保護センター、比地大滝、国頭村森林公園、やんばる学びの森
- 大宜味村 - 道の駅おおぎみ、大宜味村立芭蕉布会館
- 今帰仁村 - 古宇利島（古宇利ビーチ、古宇利ふれあい広場、古宇利大橋など）、今帰仁城、今帰仁村歴史文化センター、ダチョウらんど、今帰仁の駅そーれ、ジャングリア沖縄
- 本部町 - 海洋博公園（沖縄美ら海水族館、エメラルドビーチなど）、備瀬のフクギ並木、もとぶ元気村、瀬底島（瀬底ビーチなど）、備瀬崎、水納島（水納ビーチなど）、八重岳、琉宮城蝶々園、具志堅のシニグ
- 恩納村 - 青の洞窟、恩納村海浜公園ナビービーチ、万座毛、琉球村、真栄田岬、ちゃんぷる〜市場、ムーンビーチ、おんなの駅 なかゆくい市場、ミッションビーチ、恩納村博物館、谷茶ビーチ、沖縄宇宙通信所、インブビーチ
- 宜野座村 - 宜野座村博物館、カンナタラソラグーナ
- 金武町 - 日秀洞、金武観音寺
- 東村 - 慶佐次湾、東村村民の森、ウッパマビーチ
- 伊江村
  - 伊江島 - ニャティヤ洞、城山
- 伊平屋村
  - 伊平屋島 - 念頭平松
- 伊是名村
  - 伊是名島 - 二見ヶ浦海岸

- 屋我地島
- 海洋博公園

### 沖縄諸島・中部広域市町村圏
- 沖縄市 - 東南植物楽園、コザ運動公園、倉敷ダム、沖縄こどもの国、プラザハウスショッピングセンター、沖縄県総合運動公園、コザゲート通り、泡瀬干潟、沖縄全島エイサーまつり、オリオン・ビアフェスト、ピースフルラブ・ロックフェスティバル、おきなわマラソン、沖縄国際カーニバル、沖縄サンバカーニバル
- うるま市 - 勝連城、宮城島（ぬちまーす観光製塩ファクトリーなど）、伊計島（伊計大橋、伊計ビーチ、仲原遺跡など）、海中道路、トンナハビーチ、ビオスの丘、浜比嘉島、海の駅あやはし館、シルミチュー、伊波城、津堅島、平安座島
- 宜野湾市 - 宜野湾海浜公園（トロピカルビーチ、宜野湾港マリーナなど）、沖縄コンベンションセンター、嘉数高台公園、普天満宮、佐喜眞美術館、宜野湾市立博物館、琉球海炎祭
- 北谷町 - 美浜タウンリゾート・アメリカンビレッジ、安良波公園・アラハビーチ、北谷町運動公園・サンセットビーチ、宮城海岸
- 嘉手納町 - 道の駅かでな
- 西原町 - 西原マリンパーク
- 読谷村 - 残波岬灯台、やちむんの里、座喜味城、むら咲むら、残波ビーチ、読谷村共同販売センター
- 北中城村 - イオンモール沖縄ライカム、中村家住宅
- 中城村 - 中城城

- 海中道路
- トロピカルビーチ
- 美浜タウンリゾート・アメリカンビレッジ
- 残波岬灯台

### 沖縄諸島・南部広域市町村圏
- 浦添市 - 浦添ようどれ、伊祖城、ブルーシールアイスパーク、浦添市美術館、てだこまつり
- 那覇市 - 波の上ビーチ、国際通り、那覇空港、首里城、泊ふ頭旅客ターミナル、壺屋やちむん通り、平和通り、玉陵、沖宮、護国寺、のうれんプラザ、沖縄県立博物館・美術館、パレットくもじ、那覇市伝統工芸館、波上宮、首里金城町石畳道・首里金城の大アカギ、園比屋武御嶽、那覇市立壺屋焼物博物館、沖縄県営奥武山公園、福州園、沖縄県護国神社、龍潭、那覇ショッピングセンター、金城ダム、円覚寺、末吉公園、一中健児の塔、漫湖、識名園、那覇ハーリー、那覇まつり、沖縄の産業まつり、那覇大綱挽まつり
- 豊見城市 - 瀬長島、沖縄アウトレットモール・あしびなー、海軍司令部壕、道の駅豊崎、豊崎ライフスタイルセンターTOMITON、美らSUNビーチ、JAおきなわ食菜館 菜々色畑、漫湖、豊崎海浜公園、DMMかりゆし水族館、豊見城ハーリー
- 糸満市 - 琉球ガラス村、沖縄平和祈念公園、ひめゆりの塔・ひめゆり平和祈念資料館、喜屋武岬、美々ビーチいとまん、具志川城、糸満市場いとま～る、道の駅いとまん、大度浜海岸、糸満ハーレー
- 南城市 - 玉泉洞・おきなわワールド、知念岬、ガンガラーの谷、久高島、ニライ・カナイ橋、新原ビーチ、糸数城、がんじゅう駅・南城、奥武島、玉城城、知念城、南城市地域物産館、垣花樋川、コマカ島、斎場御嶽
- 与那原町 - 与那原町立軽便与那原駅舎展示資料館、聖クララ教会
- 南風原町 - イオン南風原ショッピングセンター
- 八重瀬町 - 具志頭城、富盛の石大獅子

- 国際通り
- 海軍司令部壕
- 玉泉洞
- 浦添ようどれ

### 沖縄諸島・離島
- 久米島町
  - 久米島 - はての浜、ミーフガー、イーフビーチ、おばけ坂、具志川城、アーラ浜、奥武島の畳石、久米島ホタル館、上江洲家住宅、ガラサー山、カンジン池
- 渡嘉敷村
  - 渡嘉敷島 - 阿波連ビーチ、渡嘉志久ビーチ
- 座間味村
  - 座間味島 - 古座間味ビーチ、阿嘉島（ニシバマビーチなど）、安室島
- 粟国村
  - 粟国島 - 長浜ビーチ
- 渡名喜村
  - 渡名喜島 - 渡名喜島重要伝統的建造物群保存地区
- 北大東村
  - 北大東島 -
- 南大東村
  - 南大東島 - 星野洞

- イーフビーチ

### 先島諸島・宮古支庁
- 宮古島市
  - 宮古島 - 与那覇前浜、吉野海岸、砂山ビーチ、新城海岸、宮古島市熱帯植物園、宮古島海中公園、シギラビーチ、東平安名岬、宮古島市公設市場、宮古島海宝館、西平安名岬、パイナガマビーチ、宮古神社、うえのドイツ文化村、宮古島熱帯果樹園、イムギャーマリンガーデン、ムイガー断崖、宮古島市総合博物館、マムヤの墓、仲原鍾乳洞、比嘉ロードパーク、仲宗根豊見親の墓、ドイツ皇帝博愛記念碑、久松五勇士顕彰碑、クイチャーフェスティバル、パーントゥ
  - 池間島 - 池間大橋
  - 来間島 - 竜宮城展望台、来間大橋、長間浜
  - 伊良部島 - 伊良部大橋、フナウサギバナタ、渡口の浜、佐和田の浜、牧山展望台
  - 下地島 - 下地島空港、通り池、中の島ビーチ、帯岩
- 多良間村
  - 多良間島 - 八重山遠見
  - 水納島 -

- 与那覇前浜

### 先島諸島・八重山支庁
- 石垣市
  - 石垣島 - 川平湾、平久保崎、石垣やいま村、玉取崎展望台、石垣島のガラス館、伊原間サビチ鍾乳洞、石垣港離島ターミナル、石垣島鍾乳洞、川平公園、白保サンゴ礁、底地海水浴場、御神崎、フルスト原遺跡、石垣島サンセットビーチ、バンナ公園、桃林寺、唐人墓、石垣市立八重山博物館、フサキビーチ、VERA石垣島観測局、米原のヤエヤマヤシ群落、観音崎、富崎観音堂、石垣市特産品販売センター、具志堅用高記念館、アンガマ
- 竹富町
  - 竹富島 - 竹富島重要伝統的建造物群保存地区、水牛車、コンドイビーチ、西桟橋、カイジ浜、なごみの塔、竹富島ビジターセンター
  - 小浜島 - シュガーロード
  - 黒島 - 黒島研究所、仲本海岸、大岳
  - 西表島 - ピナイサーラの滝、西表野生生物保護センター、仲間川、南風見田の浜、イダの浜、マリユドゥの滝、浦内川、カンピレーの滝、船浮、トゥドゥマリの浜、星砂の浜
  - 由布島 -
  - 波照間島 - ニシ浜、波照間島星空観測タワー、日本最南端の碑、高那崎、波照間島灯台
- 与那国町
  - 与那国島 - ダンヌ浜、Dr.コトー診療所ロケ地、西崎（日本最西端之地碑など）、比川浜、アヤミハビル館、ナンダ浜、与那国島海底地形、東崎

- 川平湾